# 高明区
高明区（こうめいく）は中華人民共和国広東省仏山市に位置する市轄区。

## 歴史
1475年（成化10年）、明により高明県が設置された。中華人民共和国まで沿襲された。
1994年に県級市に昇格、2002年12月8日に仏山市高明区に改編され現在に至る。

## 行政区画
1街道、3鎮を管轄する
- 街道
  - 荷城街道
- 鎮
  - 楊和鎮、明城鎮、更合鎮

## 出身者
- 譚平山 - 中華民国の政治家・革命家。中国共産党結成時のメンバーだが、後に離脱。中国国民党革命委員会（民革）結成時に中央常務委員となった。